# Cellar Live
Cellar Live Records is een Canadees platenlabel, dat jazz-platen uitbrengt. Het label werd in 2001 opgericht door Cory Weeds, muzikant en eigenaar van een restaurant en jazzclub in Vancouver, Cellar. Weeds maakte opnames van jazzconcerten in de club en bracht in 2001 een compilatie-cd uit, "Maximum Jazz Presents: Live at the Cellar". Dit was het begin van het platenlabel en sindsdien bracht hij hierop tientallen albums uit, op cd, lp en/of download.
Musici van wie muziek op Cellar Live uitkwam, zijn onder meer Weeds, Mike LeDonne, een groep met organist Pat Bianchi, Lewis Nash, Jennifer Scott, Chris Tarry, Fraser MacPherson, Ross Taggart, Linton Garner (broer van Erroll Garner) en Kelly Jefferson.